# Rashtriya Swayamsevak Sangh
De Rashtriya Swayamsevak Sangh (IAST: Rāṣṭrīya Svayamsevak Saṅgh (RSS), Hindi uitspraak: [raːʂˈʈriːj(ə) swəjəmˈseːʋək səŋɡʱ], Nederlands: Nationale Vrijwilligersorganisatie) is een Indiase rechtse, hindoenationalistische, paramilitaire vrijwilligersorganisatie. De RSS is de oorspronkelijke en leidinggevende kern van een coalitie van organisaties, de Sangh Parivar (Hindi voor Sangh-familie), die in alle facetten van de Indiase samenleving aanwezig zijn. De RSS werd opgericht op 27 september 1925. In 2014 telde de organisatie 5-6 miljoen leden.
De beweging werd meermaals verboden, eerst onder Brits bestuur en driemaal na de onafhankelijkheid, maar nadien weer toegelaten. De hindoenationalistische strekking van de beweging wordt gezien als een obstakel voor het overleg met India's nationale minderheden, voornamelijk de moslims. De RSS was politiek actief tijdens de opdeling van Jammu en Kasjmir in 1947 en speelde een ondersteunende rol tijdens conflicten met buurlanden, zoals de Chinees-Indiase Oorlog in 1962 en de Indiaas-Pakistaanse Oorlog van 1971.
De beweging publiceert het magazine Panchjanya (in Hindi), maar ook de Engelstalige krant Organiser wordt beschouwd als de semi-officiële spreekbuis van de beweging.